# Carrer Major (Ponts)
El Carrer Major és una via pública de Ponts (Noguera) inclosa a l'Inventari del Patrimoni Arquitectònic de Catalunya.

## Descripció
La plaça Planell i el carrer Major són al centre del nucli de Ponts. El segon s'entrega perpendicularment a la primera pel seu extrem nord-oriental.
La plaça, on hi ha la Casa de la Vila, és de planta poligonal i compta amb uns 1300 metres quadrats de superfície.Té un paviment amb un desnivell devers l'oest. Al seu voltant hi ha mantes cases, molt reformades. Destaca la galeria de porxos a ponent de la plaça, amb arcs de mig punt que es recolzen sobre columnes de planta quadrada, amb basaments i impostes de la mateixa morfologia, però dimensions més grosses. Hi ha inscripcions tant del moment de la construcció devers el 1842-1845, com de la darrera restauració, que data de l'any 2000.
Entre els edificis de la plaça predominen els d'un estil pròxim al noucentisme, amb la característica simetria i equilibri i elaborades motllures i balustrades. Destaquen, però, entre d'altres, el del número 1, amb reminiscències neoclassicistes pel seu frontis, amb pautat pel ritme dels diferents elements formals, com les obertures (portes i finestres), amb balcons de ferro forjat; o el del número dos, amb estils ornamentals pròxims al modernisme, entre els quals destaquen especialment els guardapols sinuosos i lobulats que emmarquen les obertures.
El se interès del carrer Major, que va entre la plaça Planell i la plaça de l'Església, resideix en el tram porticat, amb dos sectors diferenciats, un de més modern, amb pilars quadrats, i un altre una mica més antic, amb pilars de fust cilíndric que suporten arcs carreuats de mig punt. Els basaments i les impostes són en ambdós casos simples, de secció quadrangular i lleugerament motllurats. Hi ha unes quantes cases amb portes adovellades, fetes amb carreus escairats i amb inscripcions de mitjan segle xix, en alguns casos restaurades recentment. Pel que fa a les edificacions del carrer, predominen les de tipologia noucentista, amb balconades de ferro forjat, sovint suportades per balustres, alguna tribuna (com la del número 36), guardapols a l'entorn de les obertures, esgrafiats a les façanes, etc.

## Història
La plaça Planell és un dels llocs més vells de Pons i el seu naixement està molt lligat amb el del poble. Havia estat un lloc de reunió i centre on se celebraven totes les activitats i instal·lacions de la vida moderna. Tenint en compte l'estructura actual de Pons, la Plaça és el centre del poble; de fet, és l'únic lloc on tots els carrers fan cap, ja sigui directament o indirecta. Pel que fa al carrer Major, havia estat el lloc on la gent feia vida. Ara no és així.